# Haemohormidium cotti
Haemohormidium cotti is een soort in de taxonomische indeling van de Myzozoa, een stam van microscopische parasitaire dieren. Het organisme komt uit het geslacht Haemohormidium en behoort tot de familie Haemohormidiidae. Haemohormidium cotti werd in 1910 ontdekt door D.P. Henry.